# Jörg Eipel
Jörg Eipel (* 7. September 1957 in Berlin) ist ein ehemaliger deutscher Boxer. Er war Europameister im Weltergewicht.

## Leben
Eipel, der seit seinem zwölften Jahr von Werner Papke als Trainer betreut wurde, bestritt im September 1975 seinen ersten Kampf als Boxprofi und gewann diesen nach Punkten gegen den Niederländer Giampaolo Piras. Im Juni 1976 wurde er im Alter von 18 Jahren durch einen Punktsieg über den Kölner Horst Brinkmeyer deutscher Weltergewichtsmeister. Anfang Oktober 1976 bezwang er in Hamburg den ehemaligen Europameister Lothar Abend, nach Einschätzung des Hamburger Abendblatts unterstrich der „glänzende Techniker“ dabei, „daß Deutschland in ein paar Jahren wieder einen Weltergewichtler von Format haben wird.“ Ende Oktober 1976 trat er wieder gegen Brinkmeyer an. Der Kampf endete unentschieden, Eipel blieb deutscher Meister. Im März 1977 erlitt er seine erste Niederlage als Berufsboxer, als er in der Berliner Deutschlandhalle Clement Tshinza unterlag.
Im August 1977 wurde der Berliner durch einen umstrittenen Abbruchsieg über den Dänen Jørgen Hansen Europameister. Hansen bestimmte den Kampf, wurde aber in der 13. Runde nach einem Kopfstoß disqualifiziert. Eipel hatte sich in der zehnten Runde bei einem unbeabsichtigten Kopfstoß des Dänen eine Augenbrauenverletzung zugezogen. „Der 19-Jährige trat fast 13 Runden lang den Beweis an, dass er für große internationale Aufgaben noch nicht reif ist. Nun steht er da mit einem Europatitel, der ihm nicht gebührt und den zu verteidigen ihm schwerfallen dürfte“, schrieb das Hamburger Abendblatt nach dem in West-Berlin ausgetragenen Kampf.
Im Dezember 1977 trat Eipel erstmals als Europameister in den Ring, er traf in der französischen Stadt Creil auf den Franzosen Alain Marion. In der 15. Runde wurde Eipel angezählt, nachdem sein Gegner ihn mit einer Rechten getroffen hatte. Sein Trainer Papke wurde später kritisiert, nicht das Handtuch geworfen zu haben. Der Deutsche nahm den Kampf wieder auf, wurde erneut schwer getroffen und ging bewusstlos zu Boden. Eipel erlitt einen Herzstillstand, ein Feuerwehrmann rettete ihn mit einer Herzmassage, zudem musste Mund-zu-Mund-Beatmung vorgenommen werden und herzstärkende Spritzen verabreicht werden. Die Ringärzte stellten einen erheblichen Blutdruckabfall und Atembeschwerden bei Eipel fest, der in ein Krankenhaus eingeliefert wurde. 25 Tage lag er mit einem Gehirntrauma in einem Krankenhaus in Paris im Koma. Da Blut in die Lunge eingeflossen war, war ein Luftröhrenschnitt vorgenommen worden. Sein Trainer Papke äußerte, es sei ein Fehler gewesen, Eipel im Weltergewicht antreten zu lassen, da ihm dafür die Substanz gefehlt habe. Im Oktober 1978 bereitete sich Eipel, der zu den Schützlingen von Boxmanager Willy Zeller gehörte, im Training auf die Rückkehr in den Ring vor. Der VdF, einer der damals bestehenden deutschen Profiboxverbände, verweigerte ihm eine Lizenz. Daraufhin ersuchte Eipel Aufnahme beim Konkurrenzverband Bund Deutscher Berufsboxer (BDB), der ihm ebenfalls keine Boxlizenz erteilte. Es bestand die Erwägung, Eipel mithilfe österreichischer Veranstalter wieder in den Ring zu schicken. Vorgesehen war, dass er am 6. November 1978 antritt. Ein Hamburger Unternehmer sowie eine Rentnerin aus Berlin boten Eipel insgesamt 20 500 D-Mark, wenn dieser auf den Kampf verzichte. Der Bund Deutscher Berufsboxer forderte mittels eines Ultimatums an den Veranstalter des Kampfes, auf diesen zu verzichten, was eingehalten wurde, wogegen Eipels Anwalt aber protestierte. Wenige Tage wurde Eipel mit den Worten wiedergegeben: „Ich werde wieder boxen - das ist so sicher wie mein Tod“. Er bestritt letztlich keinen Kampf als Berufsboxer mehr.